# Ferrandia ferrandii
Espèce
Synonymes
- Solpuga ferrandii Kraepelin, 1899

Ferrandia ferrandii est une espèce de solifuges de la famille des Solpugidae.

## Distribution
Cette espèce est endémique de Somalie.

## Description
Le mâle décrit par Roewer en 1933 mesure 13 mm et la femelle 18 mm.

## Publication originale
- Kraepelin, 1899 : Zur systematik der Solifugen. Mitteilungen aus dem Naturhistorischen Museum in Hamburg, vol. 16, p. 197-259 (texte intégral).